# بیل نورتام
بیل نورتام (انگلیسی: Bill Northam; ۲۸ سپتامبر ۱۹۰۵ – ۲ سپتامبر ۱۹۸۸) قایقران قایق بادبانی اهل استرالیا بود.
وی همچنین برندهٔ جوایزی همچون شوالیه (عنوان) شده‌است.